# Tamadroust
Tamadroust (arabiska: تامدروست) var till 2008 en landskommun i Marocko. Den låg i provinsen Settat och den dåvarande regionen Chaouia-Ouardigha, 130 km sydväst om huvudstaden Rabat. Antalet invånare var 7 973 vid folkräkningen 2004.